# José Luis Comellas
José Luis Comellas García-Llera (Ferrol, La Coruña, 16 de octubre de 1928 - Sevilla, 23 de abril de 2021) fue un historiador y catedrático español, especialista en Historia Contemporánea. Era, además, un gran aficionado a la astronomía y destacado miembro de la Agrupación Astronómica de Sabadell.

## Biografía
Inició los estudios de bachillerato en 1940 en el colegio Fundación Fernando Blanco, pasando en 1942 al colegio Tirso de Molina de Ferrol.
Posteriormente, pasó a estudiar Filosofía y Letras en la Universidad de Santiago, donde se licenció en 1951, obteniendo el Premio Extraordinario de Fin de Carrera y el Premio Ourtvanhoff al mejor estudiante de la universidad.
Se doctoró en Historia por la Universidad Complutense de Madrid en 1953 con una tesis titulada Los primeros pronunciamientos en España, que le valió el sobresaliente cum laude y por la que recibió en 1954 el Premio Nacional Menéndez Pelayo. Fue discípulo de Federico Suárez Verdeguer quién le invitó a trasladarse a Pamplona, donde desarrolló su actividad docente en el Estudio General de Navarra, embrión de la futura Universidad de Navarra. Allí conoció a su futura mujer, María Jesús Aguirrezabal.
En 1963 ganó por oposición la cátedra de Historia de España Moderna y Contemporánea de la Universidad de Sevilla. En el 2000 pasó a ser profesor emérito en la misma. 
En 1967 publicó su Historia de España moderna y contemporanea, un manual que ha alcanzado la vigésima edición en 2020. El centro de la atención investigadora del autor es el siglo XIX español, acerca del que sobresalen sus estudios sobre la década moderada y Cánovas.
Desempeñó diversos cargos académicos: 
- Miembro de la Junta Técnica de la Escuela de Historia Moderna, 1965-1972.
- Director de la Sección de Historia de España en sus relaciones con América, en la Escuela de Estudios Hispanoamericanos, 1966-1971.
- Universidad de Sevilla:
  - Secretario de Facultad, 1964-1967
  - Vicedecano 1967-1970 y 1971-1973.
  - Decano en funciones 1970-1971.
  - Director del Colegio Universitario de Córdoba, 1970-1975.
  - Director del Departamento de Historia de España Moderna y Contemporánea 1967-1983.
  - Director del Departamento de Historia Moderna y Contemporánea , 1983-84.
  - Director de la Revista de Historia Contemporánea desde 1981.

También fue profesor adjunto interino en la Universidad de Santiago entre 1953 y 1956, profesor titular en el Estudio General de Navarra entre 1955 y 1963.
Impartió enseñanzas en otros centros, como el Colegio Universitario de Cádiz, Colegio Universitario de Córdoba, el Colegio Universitario de Huelva, la Escuela Diplomática de Madrid y la Universidad del Norte Santo Tomás de Aquino (Tucumán, Argentina).
Su afición por la astronomíase ha hecho notar en varias publicaciones que han realizado sobre este tema. Destaca su catálogo sobre estrellas dobles. Entre otras obras, publicó la primera edición en español del Catálogo Messier. Su obra más representativa es la Guía del Firmamento, editada ya nueve veces y considerada la "biblia española de los aficionados a la astronomía". Comellas fue, además, descubridor de veinte nuevas estrellas dobles.
Fue, desde 1993, académico de número de la Real Academia Sevillana de Buenas Letras y, desde 1995, miembro correspondiente por Sevilla de la Real Academia de la Historia.
Era nieto del escritor gallego Manuel Comellas Coímbra.
Con fecha 29 de abril de 2011 el Ayuntamiento de Sevilla acordó en pleno nominar una calle con su nombre, siendo la denominación "calle Astrónomo José Luis Comellas", sita entre las vías Almendralejo y alcalde Luis Uruñuela del referido municipio.
El 23 de abril de 2021 fallece en Sevilla, a los 93 años, tras una larga convalecencia.

## Obras
- — (2012). La primera vuelta al mundo. Ediciones Rialp. ISBN 978-84-321-4168-3.

- — (2011). Historia de los cambios climáticos. Ediciones Rialp. ISBN 978-84-321-3925-3.

- Comellas García-Llera, José Luis (2010). La guerra civil europea (1914-1945). Ediciones Rialp. ISBN 978-84-321-3822-5.

- — (2009). Páginas de la Historia. Ediciones Rialp. ISBN 978-84-321-3742-6.

- — (2008). La Tierra. Un planeta diferente. Ediciones Rialp. ISBN 978-84-321-3675-7.

- — (2007). Historia sencilla de la ciencia. Ediciones Rialp. ISBN 978-84-321-3626-9.

- — (2006). Guía del firmamento. Ediciones Rialp. ISBN 978-84-321-1976-7.

- — (2006). Historia sencilla de la música. Ediciones Rialp. ISBN 978-84-321-3594-1.

- Comellas García-Llera, José Luis;  Suárez Fernández, Luis (2006). Breve historia de los españoles. Editorial Ariel. ISBN 978-84-344-4494-2.

- — (2005). Historia breve del mundo reciente. Ediciones Rialp. ISBN 978-84-321-3526-2.

- — (2005). El éxito del error: los viajes de Colón. Editorial Ariel. ISBN 978-84-344-4463-8.

- — (2004). Isabel II: una reina y un reinado. Editorial Ariel. ISBN 978-84-344-6611-1.

- — (2003). Historia de España moderna y contemporanea (16ª edición). Ediciones Rialp. ISBN 978-84-321-3239-1.

- Comellas García-Llera, José Luis;  Suárez Fernández, Luis (2003). Historia de los españoles. Editorial Ariel. ISBN 978-84-344-1247-7.

- — (2003). Beethoven. Editorial Ariel. ISBN 978-84-344-6707-1.

- — (2002). Guía del firmamento (7ª edición). Ediciones Rialp. ISBN 978-84-321-1976-7.

- — (2002). Historia de España contemporanea. Ediciones Rialp. ISBN 978-84-321-2441-9. Archivado desde el original el 3 de febrero de 2014. Consultado el 19 de junio de 2011.

- — (2002). Catálogo Messier. Equipo Sirius, S.A. ISBN 978-84-95495-23-5.

- — (2001). Los grandes imperios coloniales. Ediciones Rialp. ISBN 978-84-321-3334-3.

- — (2001). Del 98 a la Semana Trágica, 1898-1909: crisis de conciencia y renovación política. Editorial Biblioteca Nueva, S.L. ISBN 978-84-7030-966-3.

- — (2001). Cánovas del Castillo. Editorial Ariel. ISBN 978-84-344-6633-3.

- — (2000). El último cambio de siglo: gloria y crisis de Occidente 1870-1914. Editorial Ariel. ISBN 978-84-344-1197-5.

- — (1999). El mundo de las estrellas. Equipo Sirius, S.A. ISBN 978-84-86639-92-1.

- — (1998). Historia breve del mundo contemporáneo. Ediciones Rialp. ISBN 978-84-321-3177-6.

- Comellas García-Llera, José Luis, [ et. al. ] (1998). Catálogo Messier. Equipo Sirius, S.A. ISBN 978-84-86639-76-1.

- Comellas García-Llera, José Luis, [ et. al. ] (1997). Cánovas del Castillo. Editorial Ariel. ISBN 978-84-344-6598-5.

- — (1997). Historia de España moderna y contemporanea. Ediciones Rialp. ISBN 978-84-321-0330-8.

- — (1995). La carta de Cristóbal Colón: mapamundi, circa 1492. M. Moleiro Editor. ISBN 978-84-88526-16-8.

- — (1995). Nueva historia de la música. Ediciones Internacionales Universitarias. ISBN 978-84-87155-55-0.

- — (1992). Mapa de Juan de la Cosa: Estudio. Testimonio Compañía Editorial. ISBN 978-84-86290-55-9.

- — (1992). Sevilla, Cádiz y América. Editorial MAPFRE. ISBN 978-84-7100-313-3.

- — (1992). El tiempo en Sevilla. Universidad de Sevilla. Secretariado de Publicaciones. ISBN 978-84-7405-829-1.

- — (1992). Sevilla, Cádiz y América. Editorial Arguval. ISBN 978-84-86167-65-3.

- — (1992). Vida y muerte de las estrellas. Equipo Sirius, S.A. ISBN 978-84-86639-47-1.

- — (1991). El cielo de Colón: técnicas navales y astronómicas viaje descubrimiento. Tabapress. ISBN 978-84-7952-032-8.

- — (1991). La naturaleza de las estrellas. Equipo Sirius, S.A. ISBN 978-84-86639-36-5.

- — (1991). El universo. Salvat Editores. ISBN 978-84-345-4194-8.

- — (1990). De las revoluciones al liberalismo: (la época de las revoluciones, 1776-1830). Eunsa. Ediciones Universidad de Navarra. ISBN 978-84-313-0744-8.

- Comellas García-Llera, José Luis; Redondo, Gonzalo (1989). De las revoluciones al liberalismo: (la época romántico-liberal, 1830-1870). Eunsa. Ediciones Universidad de Navarra. ISBN 978-84-313-0855-1.

- — (1989). Historia breve de España contemporanea. Ediciones Rialp. ISBN 978-84-321-2540-9.

- — (1988). Catálogo de estrellas dobles visuales. Equipo Sirius, S.A. ISBN 978-84-86639-10-5.

- Comellas García-Llera, José Luis, [ et. al. ] (1987). Astronomía. Ediciones Rialp. ISBN 978-84-321-2369-6.

- — (1986). La ruta del cometa Halley. Ebrisa, S. A. ISBN 978-84-86281-10-6.

- Comellas García-Llera, José Luis;  Cruz, Manuel, [ et. al. ] (1986). El Sol y el sistema solar. Equipo Sirius, S.A. ISBN 978-84-86639-00-6.

- — (1985). El cometa Halley. Salvat Editores. ISBN 978-84-345-8136-4.

- — (1982). Historia. Guía de los estudios universitarios. Eunsa. Ediciones Universidad de Navarra. ISBN 978-84-313-0263-4.

- Comellas García-Llera, José Luis, [ et. al. ] (1982). Revista de Historia Contemporanea. Universidad de Sevilla. Secretariado de Publicaciones. ISBN 978-84-7405-248-0.

- — (1980). Historia de España Moderna y Contemporanea (1474-1975). Ediciones Rialp. ISBN 978-84-321-0252-3.

- — (1980). El universo. Salvat Editores. ISBN 978-84-345-7804-3.

- — (1979). El siglo XIX. Carroggio de Ediciones. ISBN 978-84-7254-185-6.

- — (1978). Historia de España moderna y contemporanea. Ediciones Rialp. ISBN 978-84-321-9030-8.

- — (1978). Historia de España moderna y contemporanea (Tomo 1). Ediciones Rialp. ISBN 978-84-321-1695-7.

- — (1978). Historia de España moderna y contemporanea (Tomo 2). Ediciones Rialp. ISBN 978-84-321-1693-3.

- — (1977). La Restauración como experiencia histórica. Universidad de Sevilla. Secretariado de Publicaciones. ISBN 978-84-7405-034-9.

- — (1972). Historia de España moderna y contemporánea. Ediciones Rialp. ISBN 978-84-321-0251-6.

- — (1970). Historia contemporánea general. Editorial Labor. ISBN 978-84-335-9410-5.

- — (1970). Los moderados en el poder, 1844-1854. Consejo Superior de Investigaciones Científicas. ISBN 978-84-00-01958-7.

- — (1965). Cánovas. Cid. ISBN 978-84-7045-008-2.

- — (1963). Trienio constitucional, El. Eunsa. Ediciones Universidad de Navarra. ISBN 978-84-313-0084-5.

- — (1962). teoría del régimen liberal español, La. Centro de Estudios Políticos y Constitucionales. ISBN 978-84-259-0520-9.

- — (1958). Primeros pronunciamientos en España, los. Consejo Superior de Investigaciones Científicas. ISBN 978-84-00-00655-6.

- — (1958). Los realistas en el trienio constitucional. Eunsa. Ediciones Universidad de Navarra. ISBN 978-84-313-0072-2.

- —. Historia de España. Durvan de Ediciones. ISBN 978-84-7677-113-6.

- —. El siglo XIX. Carroggio de Ediciones. ISBN 978-84-7254-341-6.

- —. El sistema político de Cánovas. Ediciones Rialp. ISBN 978-84-321-0555-5.

## Multimedia
Videos sobre José Luis Comellas y su afición por la astronomía:
- La costa de las estrellas
- El Cielo de Comellas
- Video Homenaje en la Cartuja, Sevilla. 1 de marzo de 2008 Momentos
- Video Homenaje en el Pabellón Fujitsu de la Cartuja, Sevilla. 1 de marzo de 2008
- Video Homenaje en la Cartuja, Sevilla. 1 de marzo de 2008 Sus Palabras
- Video Homenaje en la Cartuja, Sevilla. 1 de marzo de 2008 Libro agradecimientos astrónomos amateurs
- Clausura de la Fiesta de las Estrellas, Año Internacional de la Astronomía (Parte 1)
- Clausura de la Fiesta de las Estrellas, Año Internacional de la Astronomía (Parte 2)